# Once Again – Eine Liebe in Mumbai
Once Again – Eine Liebe in Mumbai ist ein international co-produzierter Spielfilm des Regisseurs Kanwal Sethi aus dem Jahr 2018. Der Film lief am 16. Mai 2019 in den deutschen Kinos an.

## Handlung
Die Köchin Tara führt ein kleines Restaurant in Mumbai, wo sie gemeinsam mit ihren beiden erwachsenen Kindern Mira und Dev lebt. Einer ihrer Kunden ist der bekannte Schauspieler Amar. Obwohl sie täglich Mahlzeiten an Amar ausliefert, kennt sie ihn bislang nur auf der großen Leinwand. Ein zufälliges Telefongespräch zwischen den beiden wird bald zum täglichen Ritual. Obwohl sie stundenlang miteinander sprechen, sind sich beide der Unmöglichkeit einer echten Beziehung bewusst. Eines Tages möchte Amar Tara treffen. Die Köchin, welche das Restaurant seit dem Tod ihres Manns allein betreibt, bereitet gerade die Hochzeit ihres Sohnes Dev vor. Zudem plagen sie schwierige Kredit-Verhandlungen mit ihrer Bank. So bleibt nur nach Ladenschluss Zeit für ein gemeinsames Essen. Bald schon werden beide von Pressefotografen entdeckt, was vor allem für Tara Schwierigkeiten im Alltag mit sich bringt. Ihre Gäste fragen sie neugierig über Amar aus und Devs Freunde machen sich über ihn und seine Mutter lustig, wodurch auch die Vorbereitungen der Hochzeit gestört werden. Bei einem erneuten Treffen mit Amar stellt dieser Tara seinen Kollegen lediglich als die Essenslieferantin vor. Trotz einer erneuten Annäherung bleibt unklar, ob die Beziehung eine Zukunft hat.

## Auszeichnungen
- Biberacher Filmfestspiele 2018:  Goldener Biber für den Besten Spielfilm[2]
- Deutsche Film- und Medienbewertung (FBW): Prädikat: wertvoll[3]